# يوجينيو باريوس
يوجينيو باريوس (بالإسبانية: Eugenio Barrios)‏ هو منافس ألعاب قوى إسباني، ولد في 3 نوفمبر 1976.

## وصلات خارجية
- يوجينيو باريوس على موقع الاتحاد الدولي لألعاب القوى (الإنجليزية)